# Rúnar Rúnarsson
Pour le footballeur, voir Rúnar Alex Rúnarsson.
Rúnar Rúnarsson est un réalisateur, producteur et scénariste islandais né le 20 janvier 1977 à Reykjavik.

## Biographie
Né en Islande, Rúnar Rúnarsson s'installe au Danemark pour ses études et sort diplômé de l'École nationale de cinéma du Danemark en 2009. Il a vécu en tout huit ans au Danemark et parle couramment danois.
Síðasti bærinn (The Last Farm) est nommé pour l'Oscar du meilleur court métrage en prises de vues réelles à la 78e cérémonie de 2005, puis Smáfuglar (Two Birds) pour la Palme d'or du court métrage au Festival de Cannes 2008 et, la même année, pour les prix du cinéma européen.
Grâce à ses courts et longs métrages, Rúnarsson est lauréat de plus de 90 prix internationaux.
Son long métrage Sparrows remporte la Coquille d'or au festival international du film de Saint-Sébastien 2015.

## Filmographie

### Réalisateur

#### Longs métrages
- 2002 : Leitin að Rajeev, coréalisé avec Birta Frodadottir — également directeur de la photographie
- 2011 : Volcano (Eldfjall) — également scénariste
- 2015 : Sparrows (Þrestir) — également scénariste
- 2019 : Echo (Bergmál)
- 2024 : When the Light Breaks (Ljósbrot)

#### Courts métrages
- 1998 : Oiko logos
- 2004 : Síðasti bærinn  (Titre international : The Last Farm) —également scénariste
- 2008 : Smáfuglar (titre international : Two Birds) — également scénariste
- 2009 : Anna — également scénariste
- 2024 : O

### Producteur

#### Longs métrages
- 2002 : Leitin að Rajeev de Birta Frodadottir
- 2012 : Hreint hjarta de Grímur Hákonarson
- 2015 : Sparrows (Þrestir) de lui-même

#### Courts métrages
- 2013 : Le Fjord des baleines de Guðmundur Arnar Guðmundsson
- 2014 : Seven Boats de Hlynur Pálmason
- 2014 : Ártún de Guðmundur Arnar Guðmundsson